# Andrzej Rohaczewski
Andrzej Rohaczewski (* um 1590; † um 1630) war ein polnischer Komponist.
Über Rohaczewskis Leben ist wenig bekannt, außer dass er Anfang des 17. Jahrhunderts Hoforganist und Komponist des Fürsten Albert Stanisław Radziwiłł in Olyka und Nieswiez war. Von seinen Werken sind zwei in der Orgeltabulatur des Zisterzienserklosters, Kloster Pelplin (Tabulatura Peplinska) überliefert: die neunstimmige Motette Crucifixus surrexit und eine Canzon a 4. Letztere ist in Orgelnotation geschrieben, ist aber im Stil einer frühen barocken italienischen Canzona komponiert. Die konzertante Gegenüberstellung von hohen und tiefen Stimmen weist sie als kammermusikalische Komposition aus. Neben Werken Adam Jarzębskis gehört sie zu den frühesten Kompositionen dieser Art in Polen.